# Cantón de Corrèze
El cantón de Corrèze era una división administrativa francesa, que estaba situada en el departamento de Corrèze y la región de Limusín.

## Composición
El cantón estaba formado por nueve comunas:
- Bar
- Chaumeil
- Corrèze
- Eyrein
- Meyrignac-l'Église
- Orliac-de-Bar
- Saint-Augustin
- Sarran
- Vitrac-sur-Montane

## Supresión del cantón de Corrèze
En aplicación del Decreto n.º 2014-228 de 24 de febrero de 2014, el cantón de Corrèze fue suprimido el 22 de marzo de 2015 y sus 9 comunas pasaron a formar parte; cinco del nuevo cantón de Naves, tres del nuevo cantón de Égletons y una del nuevo cantón de Sainte-Fortunade.